# Kōka

Kōka (甲賀市 Kōka-shi?) este un municipiu din Japonia, prefectura Shiga.